# Гёльзен
Гёльзе́н (англ. Gœulzin) — коммуна на севере Франции: регион О-де-Франс, департамент Нор, округ Дуэ, кантон Аниш.